# Marcelo Mazzarello
Marcelo Rodolfo Mazzarello (* 13. února 1965 Buenos Aires, Argentina) je argentinský herec.
Od počátku 90. let 20. století hraje v divadle, za své výkony v inscenacích El H. de P. del Sombrero a Mamá decía získal v letech 2013 a 2016 cenu Estrella de Mar. V televizi se poprvé představil v drobné roli v roce 1993, pravidelně tam působí od roku 1997, kdy ztvárnil jednu z hlavních rolí v seriálu Naranja y media, za což dostal cenu Martína Fierra. Dále hrál například v seriálech Divoký anděl, Buenos vecinos, Jsi můj život, Los Únicos či Simona. Příležitostně se objevuje také ve filmech, například ve snímcích La herencia del tío Pepe, Felicidades, Sedm na útěku nebo La leyenda.